# Улица Маршала Катукова
У́лица Ма́ршала Катуко́ва (название утверждено 6 августа 1979 года) — улица в Северо-Западном административном округе города Москвы на территории района Строгино. Пролегает между Неманским проездом и Строгинским шоссе. Нумерация домов начинается от Неманского проезда.

## Происхождение названия
Улица названа в честь Михаила Ефимовича Катукова, советского военачальника, маршала бронетанковых войск, дважды Героя Советского Союза.

## Здания и сооружения
Нумерация домов на улице Маршала Катукова — со стороны области к центру
По нечётной стороне:
- № 11 корп. 1 — магазин «Пятёрочка».
- № 19 — ресторан быстрого питания «Вкусно — и точка».
- № 21 корп. 2 — ГБОУ «Гимназия № 1519».
- № 23 — зоомагазин «Зоогалерея», рестораны «Чайхона № 1», и «Маки Маки».
- № 25 — торговый центр «Солнечный ветер».Улица Маршала Катукова (2004 год)

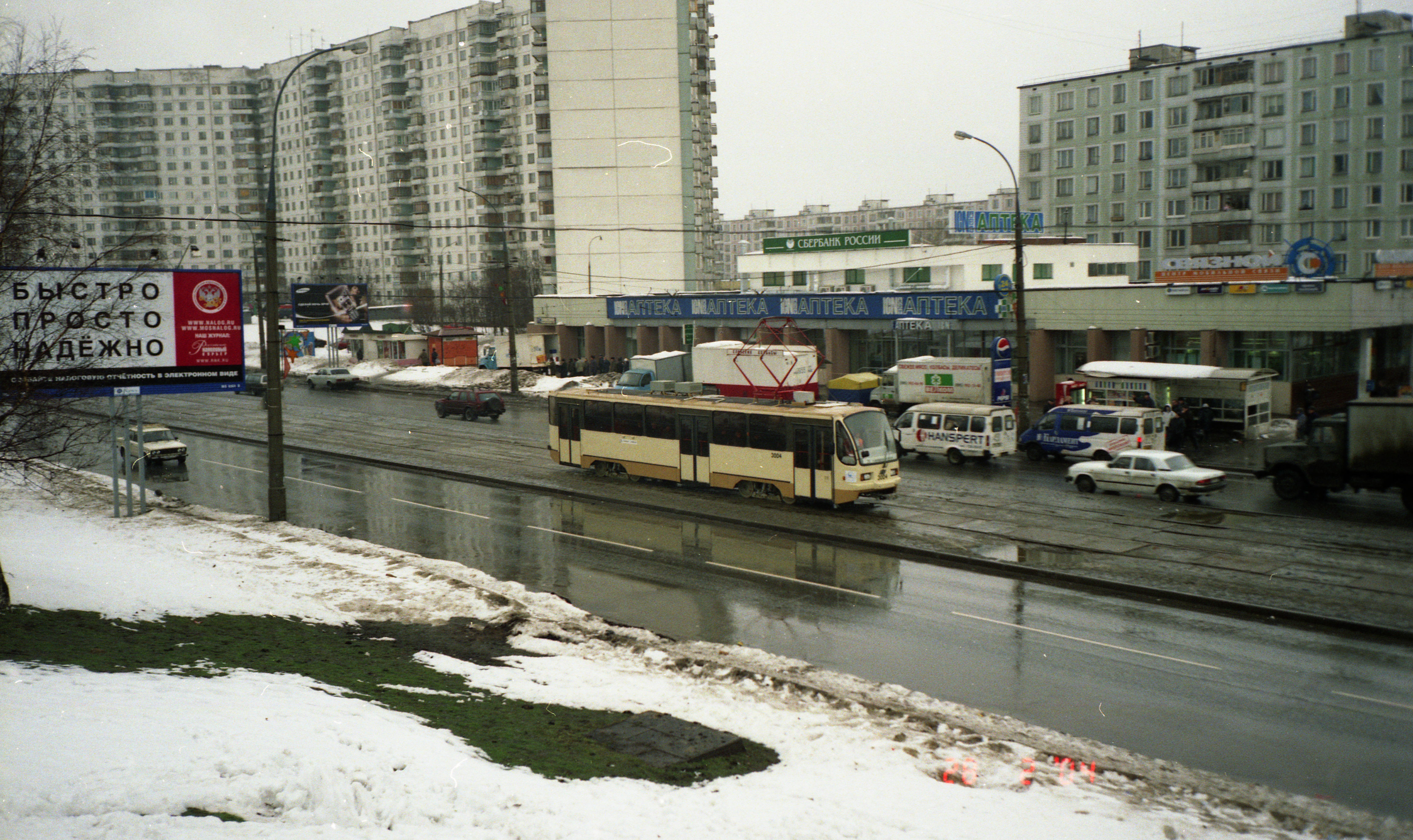
Улица Маршала Катукова (2004 год)

- № 33 — торгово-развлекательный центр «Ибица» (2005, архитекторы Александр Асадов, Никита Цымбал, Андрей Асадов, Сергей Терехов, Марина Шван)[1].

По чётной стороне:
- № 8 — культурно-досуговый центр «Строгино» на месте бывшего кинотеатра «Таджикистан», построенного в 1982 году, закрытого с 2001 года и находящегося на реконструкции с 2014 года[2]). Здание досугового центра, воспроизводящее внешний вид стоявшего здесь кинотеатра, введено в эксплуатацию в марте 2020 года[3].

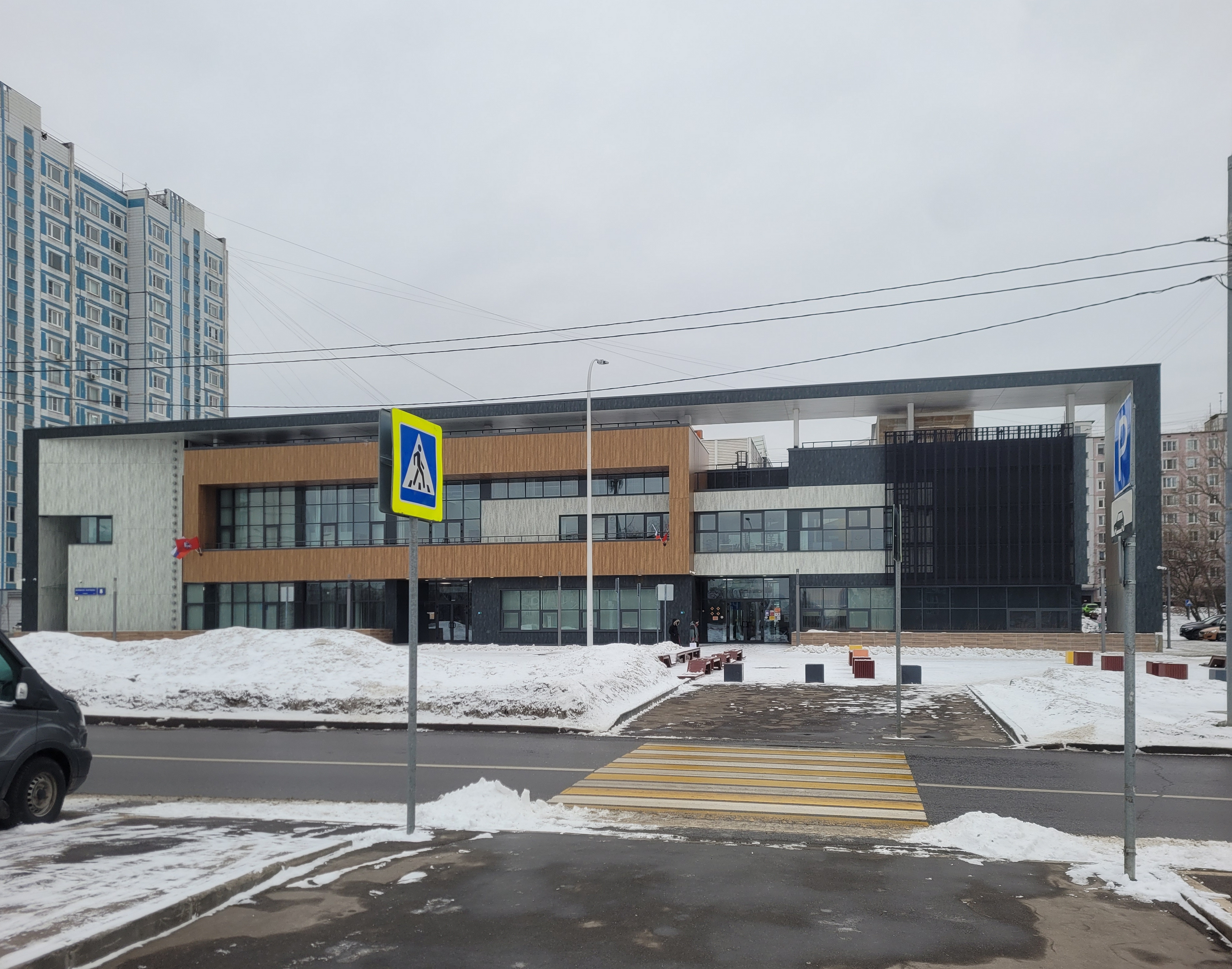
Культурный центр Строгино (2022)

- № 12 корп. 2 — ГБОУ Школа № 86 имени М. Е. Катукова.
- № 18 — торговый центр «Бенефис».
- № 20 — магазин продуктов «КуулКлевер МясновЪ Отдохни», ресторан «Кухня Полли».

## Транспорт

### Автобусы
| 137:  | Щукинская • Строгино • Троице-Лыково                                                |
| 310:  | Щукинская • Строгино • Улица Маршала Прошлякова                                     |
| 626:  | Молодёжная • Строгино                                                               |
| 631:  | Тушинская • Трикотажная • Строгино • 3-й микрорайон Строгина                        |
| 638:  | Щукинская • Мякинино                                                                |
| 640:  | Тушинская • Трикотажная • Строгино • Щукинская                                      |
| 652:  | 13-й микрорайон Строгина • Строгино • 3-й микрорайон Строгина                       |
| 654:  | 3-й микрорайон Строгина • Строгино • Улица Маршала Прошлякова                       |
| 687:  | Щукинская • Мякинино                                                                |
| 798:  | Щукинская • Кардиоцентр                                                             |
| с331: | 8-й микрорайон Митина • Митино • Волоколамская • Строгино • 3-й микрорайон Строгина |

«→» — остановки проходятся только при движении в прямом направлении; «←» — остановки проходятся только при движении в обратном направлении.

### Трамваи
| 10: | Улица Кулакова • Строгино • Щукинская                                      |
| 15: | Таллинская улица • Щукинская • Сокол                                       |
| 21: | Таллинская улица • Щукинская                                               |
| 30: | Улица Кулакова • Строгино • Щукинская • Стрешнево • Войковская • Михалково |

«→» — остановки проходятся только при движении в прямом направлении; «←» — остановки проходятся только при движении в обратном направлении.

### Транспорт, следующий к станциямметро
- Станция метро «Строгино»

Автобусы: 137, 626, 631, 640, 652, 654, с331.
Трамваи: 10, 30.
- Станция метро «Щукинская»

Автобусы: 137, 310, 638, 640, 687, 798.
Трамваи: 10, 15, 21, 30.
- Станция метро «Тушинская»

Автобусы: 631, 640.
- Станция метро «Молодёжная»

Автобус: 626.
- Станция метро «Волоколамская»

Автобус: с331.
- Станция метро «Митино»

Автобус: с331.

### Остановки наземного городского пассажирского транспорта
- Неманский проезд. Автобусы: 631, 640, 652.
- Улица Кулакова. Автобусы: 626, 631, 638, 640, 652.
- Культурно-досуговый центр. Автобусы: 626, 631, 638, 798.
Трамваи: 15, 21.
- Музыкальная школа имени Майкапара. Автобусы: 626, 631, 638, 798.
Трамваи: 15, 21.
- Улица Маршала Катукова. Автобусы: 137, 310, 638, 640, 654, с331.
Трамваи: 10, 15, 21, 30.
- Улица Исаковского, 33. Автобусы: 137, 310, 638, 640, 687.
Трамваи: 10, 15, 21, 30.